# گو تپه
گو تپه مربوط به دوره نوسنگی - عصر مس - مفرغ است و در شهرستان اسفراین، بخش بام وصفی آباد، دهستان بام، ۵۰۰ متری شرق روستای اردین واقع شده و این اثر در تاریخ ۲ مرداد ۱۳۸۷ با شمارهٔ ثبت ۲۳۰۹۹ به‌عنوان یکی از آثار ملی ایران به ثبت رسیده است.